# Anna de Noailles

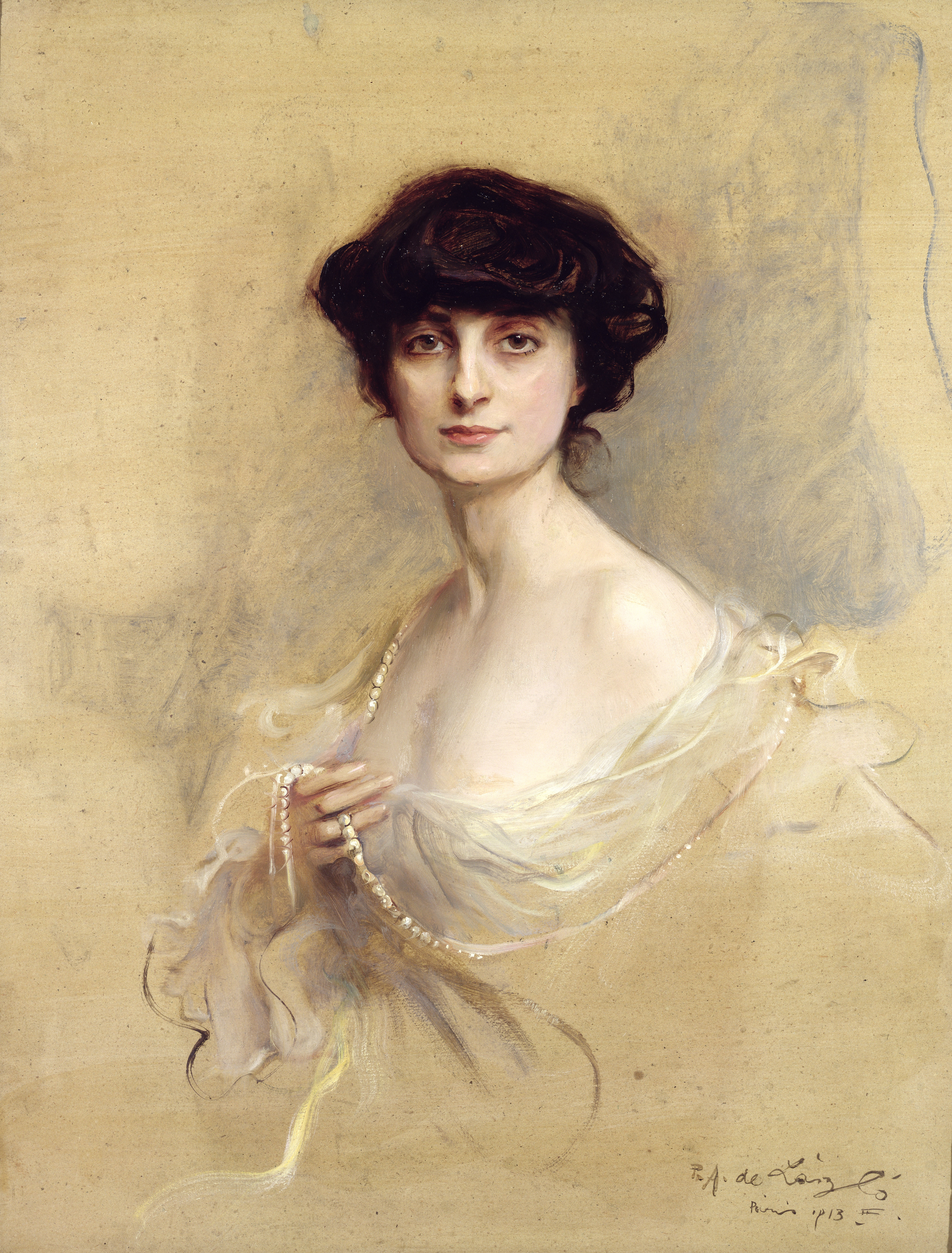
Retrato de Anna de Noailles por Philip de László, 1913.

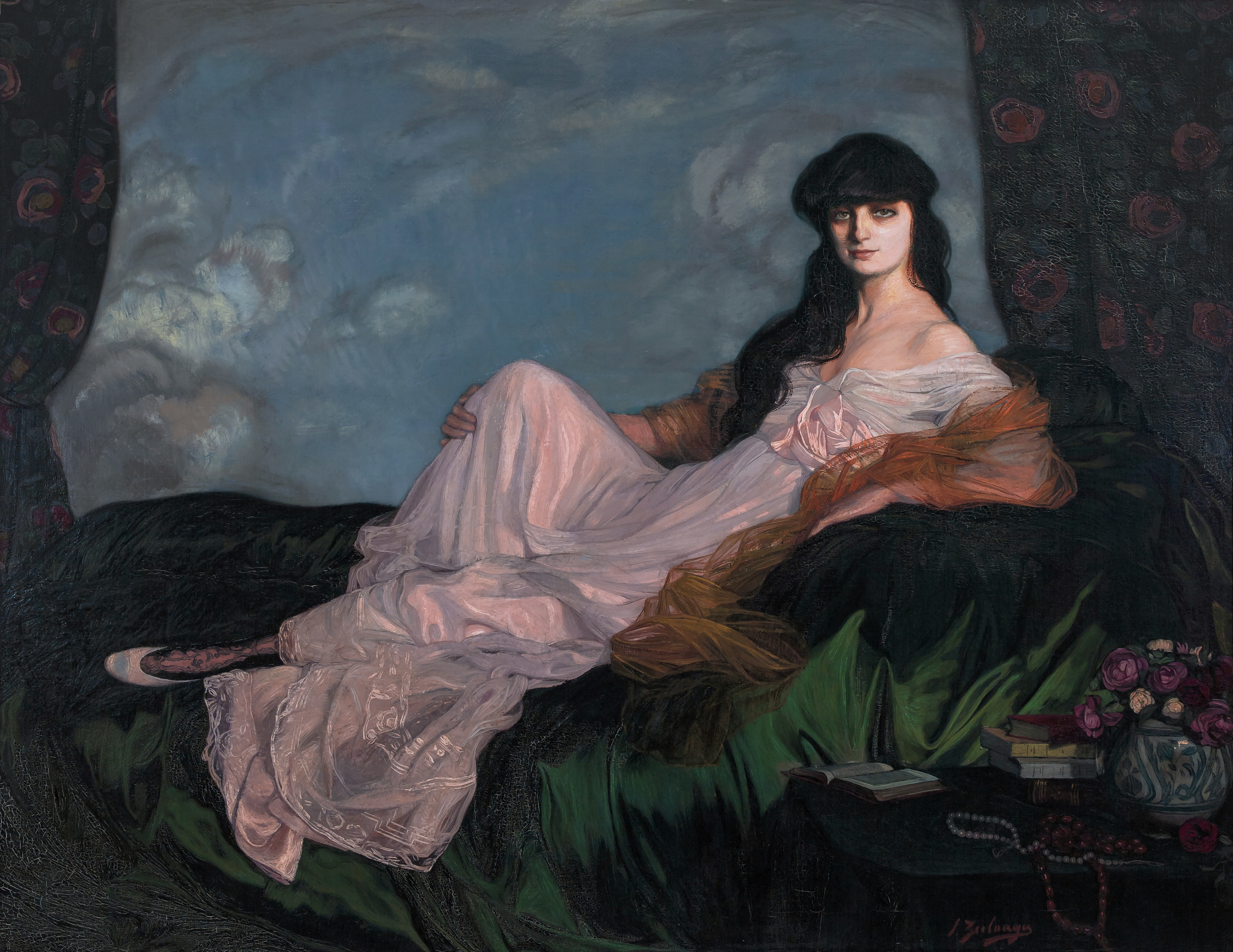
Anna de Noailles, retratada por Ignacio Zuloaga 1913.

Anna, condesa Mathieu de Noailles (nacida como Anna Elisabeth Bibesco-Bassaraba de Brancovan; París, 15 de noviembre de 1876–30 de abril de 1933) fue una poetisa francesa de origen rumano.

## Biografía
Nacida en París es una descendiente directa de Sofroniy de Vratsa, célebre personalidad de la vida espiritual y literaria rumana de principios del siglo XIX. Su madre, de nacionalidad griega, había sido anteriormente conocida como Raluca (Rachel) Musuru, conocida profesional de la música a quien el compositor polaco Ignacy Paderewski dedicó varias composiciones.  
Su tía, la princesa Elena Bibescu, desempeñó, con el nombre de Hélène Bibesco, un papel activo en la vida artística de París de fines del siglo XIX hasta su muerte en 1902. 
Tuvo una relación amorosa con Henri Franck (m. 1912), poeta patriótico próximo a Maurice Barrès, hermano de Lisette de Brinon.[cita requerida]
En 1897, se casó con Mathieu de Noailles (1873-1942), cuarto hijo del séptimo duque de Noailles. La pareja pronto pasó a formar parte de la alta sociedad parisina de la época. Tuvieron un hijo, el conde Anne Jules de Noailles (1900-1979). 
Fue mecenas en el París de los salones literarios. A comienzos del siglo XX, su salón en la avenida Hoche atrajo a la élite intelectual, literaria y artística de la época, entre ellos: Edmond Rostand, Francis Jammes, Paul Claudel, Colette, André Gide, Maurice Barrès, Frédéric Mistral, Robert de Montesquiou, Paul Valéry, Jean Cocteau, Alphonse Daudet, Pierre Loti, Paul Hervieu y Max Jacob.
En 1904, con otras mujeres como la Sra. de Alphonse Daudet y Judith Gautier (la hija de Théophile Gautier), Anna de Noailles creó el premio «Vie Heureuse» ("Vida Feliz"), la revista del mismo nombre, que más tarde será premio Fémina, a fin de recompensar los mejores escritos franceses, ya fuera en prosa o en poesía.
Tuvo relaciones amistosas con la élite intelectual, literaria y artística de la época, incluyendo Marcel Proust, Francis Jammes, Colette, André Gide, Frédéric Mistral, Robert de Montesquiou-Fezensac, Paul Valéry, Jean Cocteau, Pierre Loti, Paul Hervieu y Max Jacob.
Anna de Noailles fue tan popular en su tiempo que muchos artistas famosos de la época la retrataron, incluyendo entre ellos a Antonio de la Gándara, Kees Van Dongen, Jacques Émile Blanche, Tamara de Lempicka, Ignacio Zuloaga (Museo de Bellas Artes de Bilbao) o el pintor británico Philip de László. En 1906 su imagen fue esculpida por Auguste Rodin; el modelo en arcilla puede verse aún hoy en el Museo Rodin de París, y el busto en mármol acabado está en el Museo Metropolitano de Nueva York.
Anna de Noailles fue la primera mujer en convertirse en comandante de la Legión de Honor, la primera mujer admitida en la Real Academia Belga de la Lengua y Literatura Francesas, y fue distinguida con el "Grand Prix" de la Académie Française en 1921.
Murió en 1933 y fue enterrada en el cementerio de Père-Lachaise en París.

## Obras
Anna de Noailles escribió tres novelas, una autobiografía y muchos poemas. Su lirismo apasionado se exalta en una obra que desarrolla, de una manera muy personal, los grandes temas del amor, la naturaleza y la muerte. 
- Le Cœur innombrable («El corazón innumerable», 1901)
- L'Ombre des jours  (1902)
- La Nouvelle Espérance («La nueva esperanza», 1903)
- Le Visage émerveillé (1904)
- La Domination («La dominación», 1905)
- Les Éblouissements (1907)
- Les Vivants et les Morts (1913)
- De la rive d'Europe à la rive d'Asie (1913)
- Les Forces éternelles (1920)
- À Rudyard Kipling (1921)
- Discours à l'Académie belge (1922)
- Les Innocentes, ou La Sagesse des femmes (1923)
- Poème de l'amour («Poema de amor», 1924)
- Passions et vanités, 1926
- L'Honneur de souffrir (1927)
- Poèmes d'enfance (1929)
- Choix de poésies, Fasquelle (1930), después Grasset (1976) con prefacio de Jean Rostand de 1960
- Exactitudes, Paris (1930)
- Le Livre de ma vie («El libro de mi vida», 1932)
- Derniers Vers (1933)
- Derniers Vers et Poèmes d'enfance (1934)

## Reconocimientos y homenajes
Las siguientes instituciones educativas que llevan su nombre: 
- El instituto Anna de Noailles en Évian-les-Bains (Alta Saboya)
- La universidad a Anna de Noailles (Oise);
- El colegio Anna de Noailles en Larche (Corrèze)
- Una escuela de primaria en Barentin (Sena Marítimo).
- Colegio de Anna de Noailles, en Bucarest, Rumania.